# CL (歌手)
イ・チェリン（이채린、Lee Chae-rin、1991年2月26日 - ）はCL（シーエル - ）の芸名で知られる韓国の女性ラッパー、ダンサーである。ソウル市生まれ。英語、フランス語、朝鮮語、日本語を流暢に話す。
2009年にYGエンターテインメントからパク・サンダラ、コン・ミンジ、パク・ボムと共に、アイドルグループ「2NE1」としてデビュー。
これまでにBIGBANG、オム・ジョンファ、テディ・パクなどと共演している。2009年11月に発売されたミンジとのシングル「Please Don't Go」はガオンチャートで最高5位を記録した。

## 経歴

### 生い立ち
韓国ソウル特別市に生まれる。物理学教授だった父親の仕事の都合で、幼少期はほとんど韓国で過ごさずフランスと日本で育ち、そのため日本語、フランス語に堪能。10代の時に彼女の家族はYGエンターテインメントの2006年のオーディションの為に再び韓国で暮らし始めた。アメリカで育ったことはなく、英語は歌を聞いて覚えた。はじめての渡米はデビューしてから。

### 2007年 - 2008年：初期の経歴
CLの最初のレコーディングはBIGBANGの2007年の曲「Intro (Hot Issue)」でのフィーチャリングアーティストとしての参加だった。同年、YGエンターテインメント所属のアーティスト全員が参加したSBS『歌謡大典』でステージデビューを果たした。2008年にオム・ジョンファの曲「DJ」にラッパー参加。ヒップホップデュオYMGAの「What」にYGファミリーの一員として参加。

### 2009年 - 現在：2NE1のデビューと「Please Don't Go」
2009年、同じYG所属のパク・サンダラ、コン・ミンジ、パク・ボムと共に2NE1として、BIGBANGとのコラボ曲「Lollipop」でデビューした。曲は商業的に成功を収めたが、グループが単独で存続することが出来るかどうかの疑問が噴出した。同曲の後でグループは公式デビューシングル「Fire」を発表し、5月度の1位を獲得した。2枚目のシングル「I Don't Care」、EP『2NE1』も同様の成功を収めた。
「I Don't Care」のプロモーションの後、グループは一時的に活動を停止した。そして、メンバーそれぞれがソロ活動を開始した。最初にCLはダラとのシングル「Kiss」を発表した。シングルは韓国のガオンチャートで最高5位を記録した。次にミンジとのシングル「Please Don't Go」を発売、11月末までに同チャートで最高6位に入った。2010年2月13日、シングル「Follow Me」でグループ活動を再開。同年9月にグループ初のスタジオアルバム『To Anyone』を発売。アルバムは5日で10万枚を売り上げるなど商業的に大きな成功を収めた。

## 音楽性と影響
彼女は2NE1の楽曲では主にラップを担当している。2NE1のプロデューサーである1TYMのリーダーテディ・パクとかつて共演したオム・ジョンファ、アメリカの歌手マドンナ、ローリン・ヒルを自身のインスピレーションとして挙げている。

## 私生活
身長162cm。信仰する宗教は天主教。特技はフランス語、英語、日本語。

## ディスコグラフィ

### シングル
| 年               | 題名                            | 最高順位 | アルバム  |
| 年               | 題名                            | KOR      | アルバム  |
| ---------------- | ------------------------------- | -------- | --------- |
| 2009年           | "Please Don't Go" (with ミンジ) | 1        | TO ANYONE |
| フィーチャリング |                                 |          |           |
| 2009年           | Kiss (ダラ feat. CL)            | 1        | TO ANYONE |

### その他
- BIGBANG – 「Intro (Hot Issue)」
- オム・ジョンファ featuring CL – 「DJ」
- YMGA featuring YGファミリー and DJ レックスン– 「What」
- BIGBANG featuring CL - 「A Good Man」
- G-Dragon featuring テディ・パク and CL – 「The Leaders」
- ダラ featuring CL – 「Kiss」
- G-Dragon featuring テディ・パク and CL – 「The Leaders (Live版)」